# Geschwinde, ihr wirbelnden Winde, BWV 201
 Geschwinde, ihr wirbelnden Winde, BWV 201 (Correu rabents, vents rogents), més coneguda com a Der Streit zwischen Phoebus und Pan (La disputa entre Febus i Pan), és una cantata profana de Johann Sebastian Bach estrenada a Leipzig l'any 1729.

## Origen i context
El text és de Picander i aparegué amb el número 67 de la tercera part del recull d'escrits intitulat Ernst-Scherzhaffte und Styrische Gedichte, publicats a Leipzig el 1727, té, però, una participació directa important del mateix Bach. És una adaptació dels versos 153-193 de l'onzè llibre de Les Metamorfosis d'Ovidi, que tracta de la disputa musical entre Febus – nom llatí del déu Apol·lo – i Pan. El text reuneix sis personatges, a més de Febus i Pan (baixos), els jutges (tenors) Tmolos, rei de Lídia) i Mides, rei de Frígia, Momos (soprano) déu del sarcasme, i Mercuri (contralt), déu dels comerciants. Tot sembla indicar que aquesta obra fou estrenada en la primera de les sessions – probablement durant la fira de Sant Miquel – que Bach i el Collegium Musicum oferien regularment en el Cafè Zimmermann, a partir de la tardor de 1729. El Collegium Musicum havia estat fundat per Telemann a primers de segle, i Bach el dirigí des de l'any 1729 al 1740, oferia uns concerts setmanals i, de fet, representava l'activitat musical més important de la ciutat fora de l'església. A l'estiu tocava a la Grimmischen Tore fora de les muralles de la ciutat i a l'hivern en el Cafè Zimmermman de la Cather Straβe. Coneguda com La disputa de Febus i Pan, més que una cantata és quasi una òpera i el mateix Bach la va qualificar de Dramma per Musica. Febus, l'inventor de la cítara, representant de la música polifònica seriosa, és desafiat pel flautista Pan, déu dels boscos i pastures, que per la seva banda representa l'art senzill; Tmolos i Mides, amb la col·laboració de Momos i Mercuri, fan de jutges. Després de les corresponents interpretacions tots declaren guanyador a Febus, excepte Midas, el qual és castigat a tenir orelles d'ase que amaga sota un barret frigi, al·ludit en el text, i és escarnit per tothom, per la gosadia d'opinar sense cap coneixement musical. L'obra és una burla de les tendències musicals que estaven de moda aleshores amb la preferència per les melodies senzilles amb acompanyaments molt limitats front un tractament polifònic més modern. A vegades, s'havia presentat aquesta obra com una resposta a les crítiques que rebia la música de Bach per part d'alguns sectors conservadors de la ciutat, però actualment no hi ha cap dada ni prova que ho justifiqui.

## Anàlisi
Obra escrita per a soprano, contralt, dos tenors, dos baixos i cor a cinc veus; tres trompetes, timbals, dues flautes travesseres, dos oboès, oboè d'amor, corda i baix continu. Consta de quinze números amb dos cors en el primer i darrer números.
1. Cor: Geschwinde (Correu rabents)
2. Recitatiu (baixos i soprano): Und du bist doch so unverschämt und frei (I tu ara tens la barra i la llibertat)
3. Ària (soprano): Patron, das macht der Wind (Patró, això no és res més que vent!)
4. Recitatiu (contralts i baix): Was braucht ihr euch zu zanken? (Què en traureu de discutir?)
5. Ària (baix I): Mit Verlangen (Amb desig fervent)
6. Recitatiu (soprano i baix II): Pan, rücke deine Kehle nun (Ara, Pan, posa a punt la teva veu)
7. Ària (baix II): Zu Tanze, zu Sprunge, so wackelt das Herz (Si es balla o saltirona)
8. Recitatiu (contralt i tenor I): Nunmehro Richter her!  (Ara, que vinguin els jutges!)
9. Ària (tenor I): Phoebus, deine Melodei (Febus, és filla ta melodia)
10. Recitatiu (baix II i tenor I): Komm, Midas, sage du nun an (Vine, Mides, ara digues tu)
11. Ària (tenor II): Pan ist Meister, lasst ihn gehn! (Pan, no té retop, ell és el campió!)
12. Recitatiu (soprano, contralt, tenors i baixos): Wie, Midas, bist du toll?  (Mides, però, que estàs boig?)
13. Ària (contralt): Aufgeblasne Hitze (Ardent fogositat)
14. Recitatiu (soprano): Du guter Midas, geh nun hin (Ara, vés-te’n, Mides, bon xicot)
15. Cor: Labt das Herz, ihr holden Saiten (Cordes festives, alegreu-nos els cors)

El cor inicial amb els conjunts instrumental i vocal al complet, presenta un caràcter agitat i turbulent d'acord amb el text que demana als vents que no destorbin els càntics i actuacions que estan a punt de començar. Amb el segon número s'inicia l'acció dramàtica, Febus i Pan discuteixen la qualitat de les seves interpretacions, en un recitatiu secco. El soprano, Momos, a l'ària del tercer número amb l'únic acompanyament del continu, fa burla de Pan amb una música plena de jovialitat i frescor. En el número 4 intervé Mercuri, contralt, que proposa Tmolos i Midas com a jutges de la contesa. Febus canta l'ària del número 5, un dels punt culminants de l'obra, una peça mestra on Bach mostra tota la subtilesa amb la corda en sordina i la participació de l'oboè d'amor i la flauta travessera; possiblement Bach, més que el cant de Febus, defensava aquí el seu concepte musical. En el següent recitatiu, molt breu, Momos anima Pan a fer la rèplica que executa en el següent número, una ària senzilla amb un acompanyament gens elaborat – només els violins a l'uníson i el continu – amb un aire de dansa fàcil de memoritzar; aquesta ària amb un text diferent l'emprarà Bach en la cantata dels pagesos (BWV 212). En el recitatiu del número 8 i a instàncies de Mercuri els jutges emeten el seu veredicte; Tmolos es declara partidari de Febus i ho explica en l'ària següent molt elegant i refinada, acompanyat de l'oboè d'amor. A instàncies de Pan, Midas emet el seu judici, ària del número 11, a favor de Pan; conté un passatge on Bach se'n riu del rei avançant el càstig que se li posarà, consistent en fer-li créixer les orelles com les d'un ase, els violins imiten de manera onomatopeica el bram del ruc. En el recitatiu del número següent tots els presents increpen Midas per la seva falta d'oïda musical, fet que ell atribueix a les seves orelles i d'aquí el càstig que rep. L'última ària de l'obra, número 13, Mercuri acompanyat per les flautes i el continu, canta la conclusió i la lliçó final de la faula, criticant als que opinen sense cap coneixement. Momos expressa el seu acord i convida Febus a cantar de nou, càntic que fan seu els sis personatges i el cor en el número final. És una de les obres vocals més llargues de Bach, només superada per les passions, BWV 244 i BWV 245 i la Missa en si menor (BWV 232); té una durada aproximada d'uns cinquanta minuts.

## Discografia seleccionada
- J.S. Bach: Complete Cantatas Vol. 4. Ton Koopman, Amsterdam Baroque Orchestra & Choir, Caroline Stam, Peter de Groot, Paul Agnew, Jeremy Ovenden, Klaus Mertens, Donald Bentvelsen. (Challenge Classics), 2006.
- J.S. Bach: Secular Cantatas. The Context between Phoebus & Pan, BWV 201. Helmuth Rilling, Bach Collegium Stuttgart, Gächinger Kantorei Stuttgart, Sibylla Rubens, Ingeborg Danz, Lothar Odinius, James Taylor, Matthias Goerne, Dietrich Henschel. (Hänssler), 1999.
- J.S. Bach: Secular Cantatas. BWV 201 & 173a. Gustav Leonhardt, Orchestra of the Age of Enlightenment, Monika Frimmer, Ralf Popken, John Elwes, Christoph Prégardien, David Wilson-Johnson, Max van Egmond. (Philips), 1995.
- J.S. Bach: Cantates profanes. BWV 201, 205 & 213. René Jacobs, Akademie für Alte Musik, RIAS Kammerchor, Erfrat Ben-Nun, Crsitina Kiehr, Andreas Scholl, James Taylor, Kurt Azesberger, Roman Trekel, Peter Lika. (Harmonia Mundi), 1995.
- J.S. Bach: Secular Cantatas, BWV 201. Peter Schreier, Kammerorchester Berlin, Berliner Solisten, Edith Mathis, Carolyn Watkinson, Peter Schreier, Eberhard Büchner, Siegfried Lorenz, Theo Adam. (Berlin Classics), 1996.